# Hausen (Haute-Franconie)
Pour les articles homonymes, voir Hausen.
Hausen est une commune de Bavière (Allemagne), située dans l'arrondissement de Forchheim, dans le district de Haute-Franconie.

Plan du bourg.